# Frank Clark (1860–1936)
Frank Clark (ur. 28 marca 1860 w Eufaula, zm. 14 kwietnia 1936 w Waszyngtonie) – amerykański polityk, członek Partii Demokratycznej.

## Działalność polityczna
W okresie od 4 marca 1905 do 3 marca 1925 przez dziesięć kadencji był przedstawicielem 2. okręgu wyborczego w stanie Floryda w Izbie Reprezentantów Stanów Zjednoczonych.